# 温泉こんにゃく芸者
『温泉こんにゃく芸者』（おんせんこんにゃくげいしゃ）は、1970年公開の日本映画。製作：東映。

## キャスト
- 珠枝：女屋実和子
- 秀奴：安城由貴
- ツタ子：松井康子
- 小鞠：榊浩子
- 君奴：片山由美子
- 歌江：英美枝
- もみじ：高木恵子
- 花蝶：葵三津子
- 金太郎：川村依久子
- かえる：桜京美
- 小諸徳助：殿山泰司
- 池永：小池朝雄
- 荒川：荒木一郎
- 満子：武智豊子
- 西川：小松方正※小松芳正名義
- 種ケ島：広瀬義宣
- 大橋：千葉敏郎
- 田中作兵衛：上田吉二郎
- 松田(田中の秘書)：池田謙治
- とら：菅井きん
- 竹田正男：八尋洋
- 小野(カメラマン)：曽根晴美
- 日の丸楼の女将：広野みどり
- 川上社長：大泉滉
- 温泉街の客A：鈴木金哉
- 温泉街の客B：宍戸大全
- トラックの運転手：蓑和田良太
- 了賢：田中小実昌
- 長田社長：北見唯一
- 小川：石橋蓮司
- 農家の老婆：岡島艶子
- 増田：常田富士男
- 紫雲荘の番頭：島田秀雄
- 女中頭：牧淳子
- 珠枝の少女時代：加納真弓

## スタッフ
- 監督：中島貞夫
- 脚本：掛札昌裕・金子武郎・中島貞夫
- 企画：岡田茂・天尾完次
- 撮影：鈴木重平
- 照明：金子凱美
- 録音：溝口正義
- 美術：石原昭
- 音楽：広瀬健次郎
- 編集：神田忠男
- 助監督：篠塚正秀
- 記録：牧野淑子
- 装置：矢守好弘
- 装飾：清水悦夫
- 美粧：中野進明
- 衣裳：豊中健
- 擬斗：三好郁夫
- 振付：藤間勘眞次
- 進行主任：西村哲男
- 協力：石川県片山津温泉　たかやま紫雲荘

## 同時上映
- 『新網走番外地 大森林の決斗』